# Монтекито (Калифорнија)
Монтекито (енгл. Montecito) насељено је место без административног статуса у америчкој савезној држави Калифорнија.

## Демографија
По попису из 2010. године број становника је 8.965, што је 1.035 (-10,4%) становника мање него 2000. године.
| Група             | 2000.         | 2010.         |
| Белци             | 9.125 (91,3%) | 7.891 (88,0%) |
| Афроамериканци    | 48 (0,5%)     | 55 (0,6%)     |
| Азијати           | 129 (1,3%)    | 218 (2,4%)    |
| Хиспаноамериканци | 519 (5,2%)    | 605 (6,7%)    |
| Укупно            | 10.000        | 8.965         |